# Dittersdorf (Amtsberg)
Dittersdorf ist ein Ortsteil der sächsischen Gemeinde Amtsberg im Erzgebirgskreis.

## Geografie

### Lage

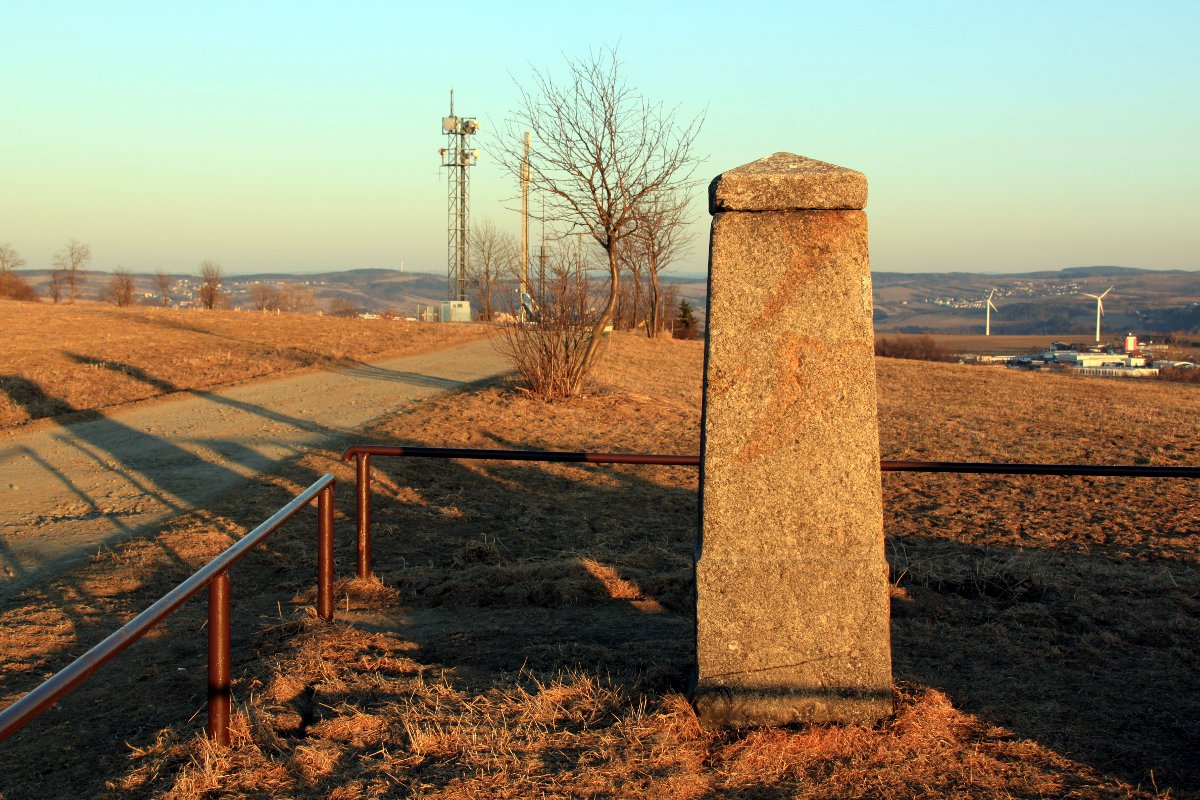
Auf der Dittersdorfer Höhe

Dittersdorf liegt etwa 5 Kilometer westlich von Zschopau im Erzgebirge. Die Ortslage erstreckt sich vom rechten Ufer der Zwönitz etwa 3 Kilometer nach Nordost durch das Tal des Dorfbaches, welcher der Zwönitz zufließt. Ein kleiner Siedlungsteil zieht sich durch ein Seitental des Baches nach Südosten bis in die Nähe von Weißbach. Durch den Ort führt die Bundesstraße 180, die B 174 tangiert die Ortslage im Nordosten. Nordöstlich liegt die 553,5 m ü. NN hohe Dittersdorfer Höhe.
Dittersdorf besitzt seit 1875 mit dem gleichnamigen Haltepunkt – zeitweise auch Bahnhof – Eisenbahnanschluss an die Bahnstrecke Chemnitz–Adorf. Der Haltepunkt befindet sich im Tal der Zwönitz, am Ortsausgang nach Einsiedel.

### Nachbarorte
| Einsiedel | Altenhain                                   | Gornau   |
| Eibenberg | Kompassrose, die auf Nachbargemeinden zeigt |          |
| Kemtau    | Gelenau                                     | Weißbach |

## Geschichte

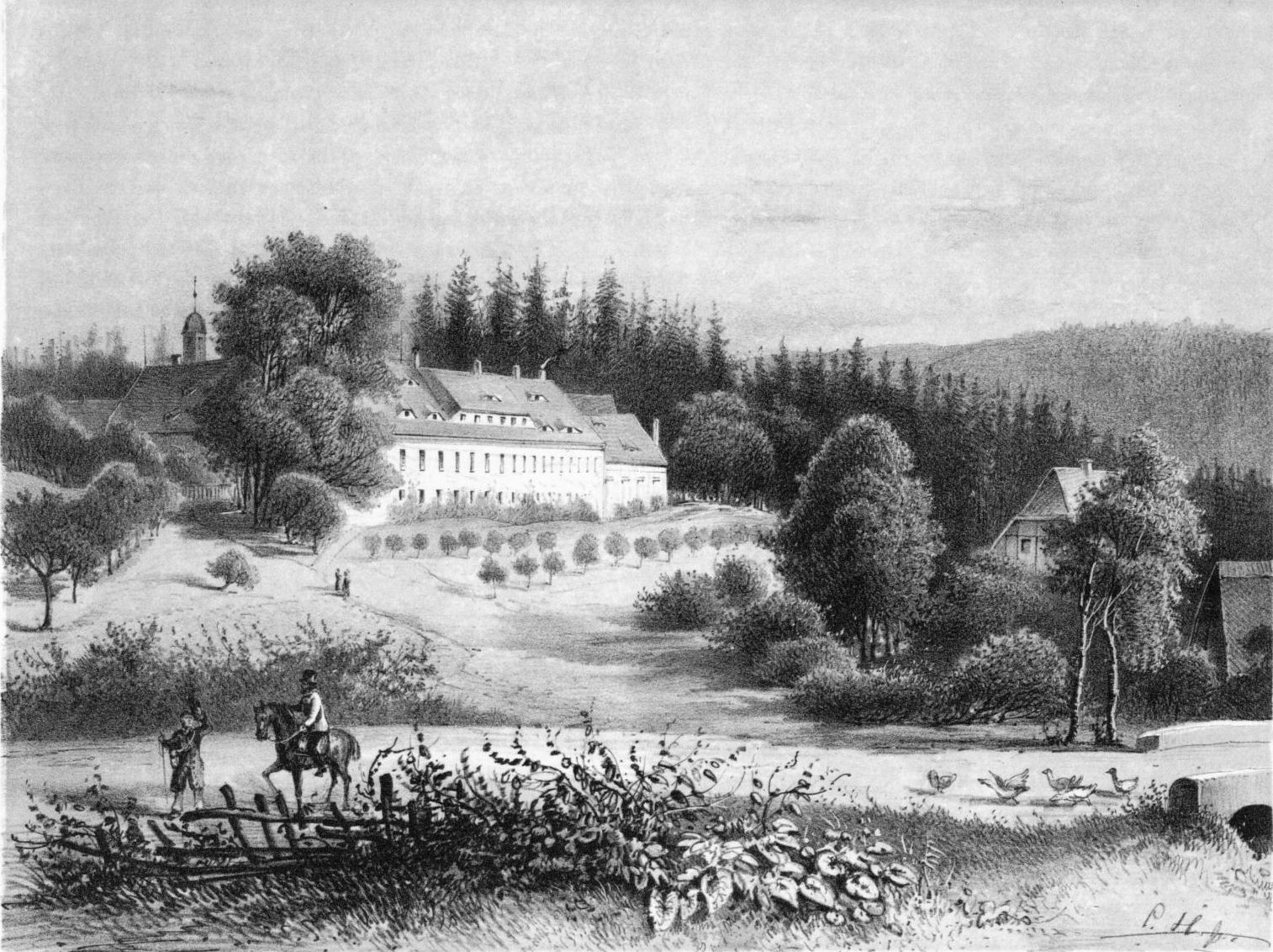
Das ehemalige Rittergut Dittersdorf um 1860

### Ortsgeschichte

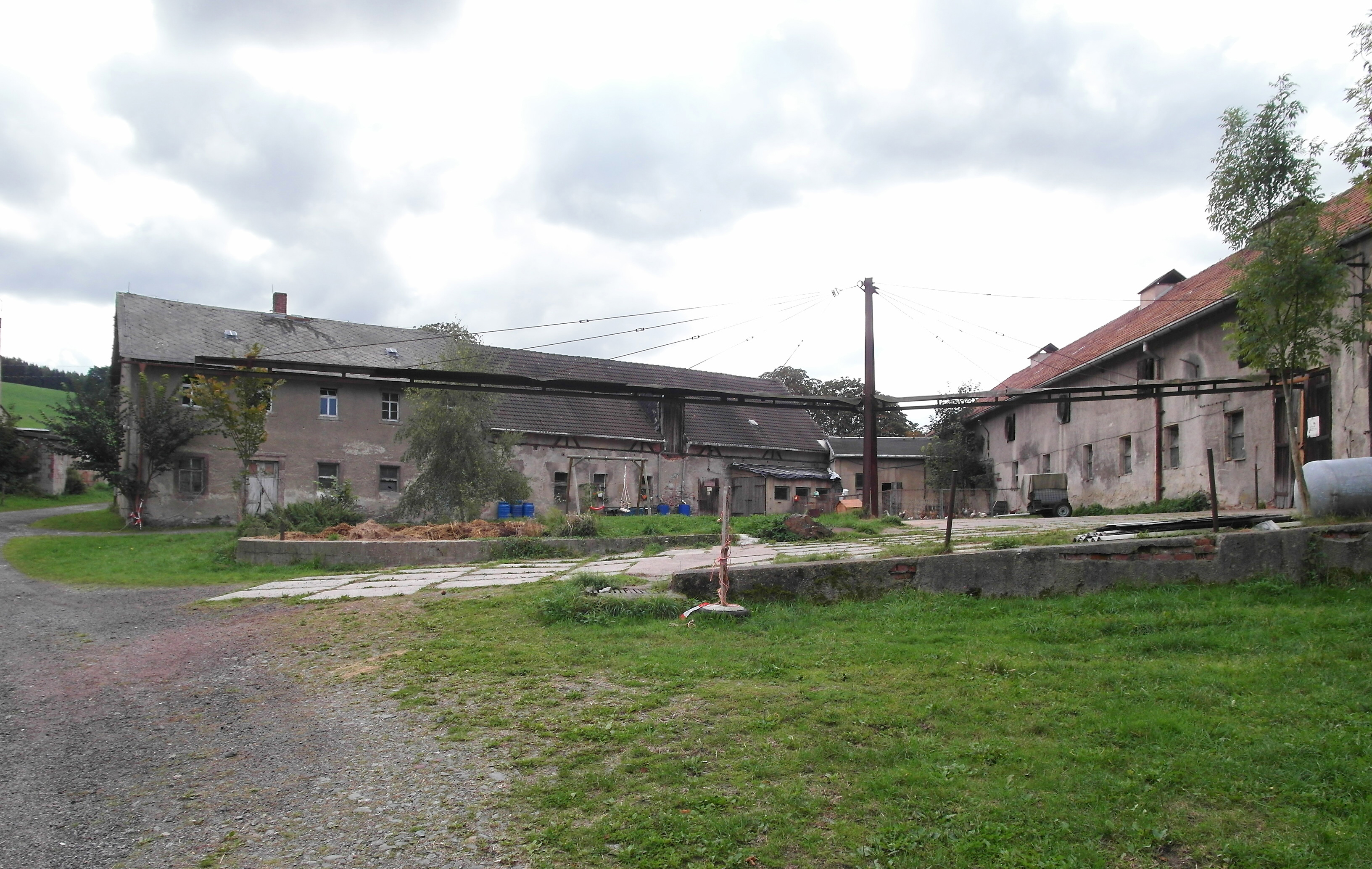
Rittergut Dittersdorf 2015

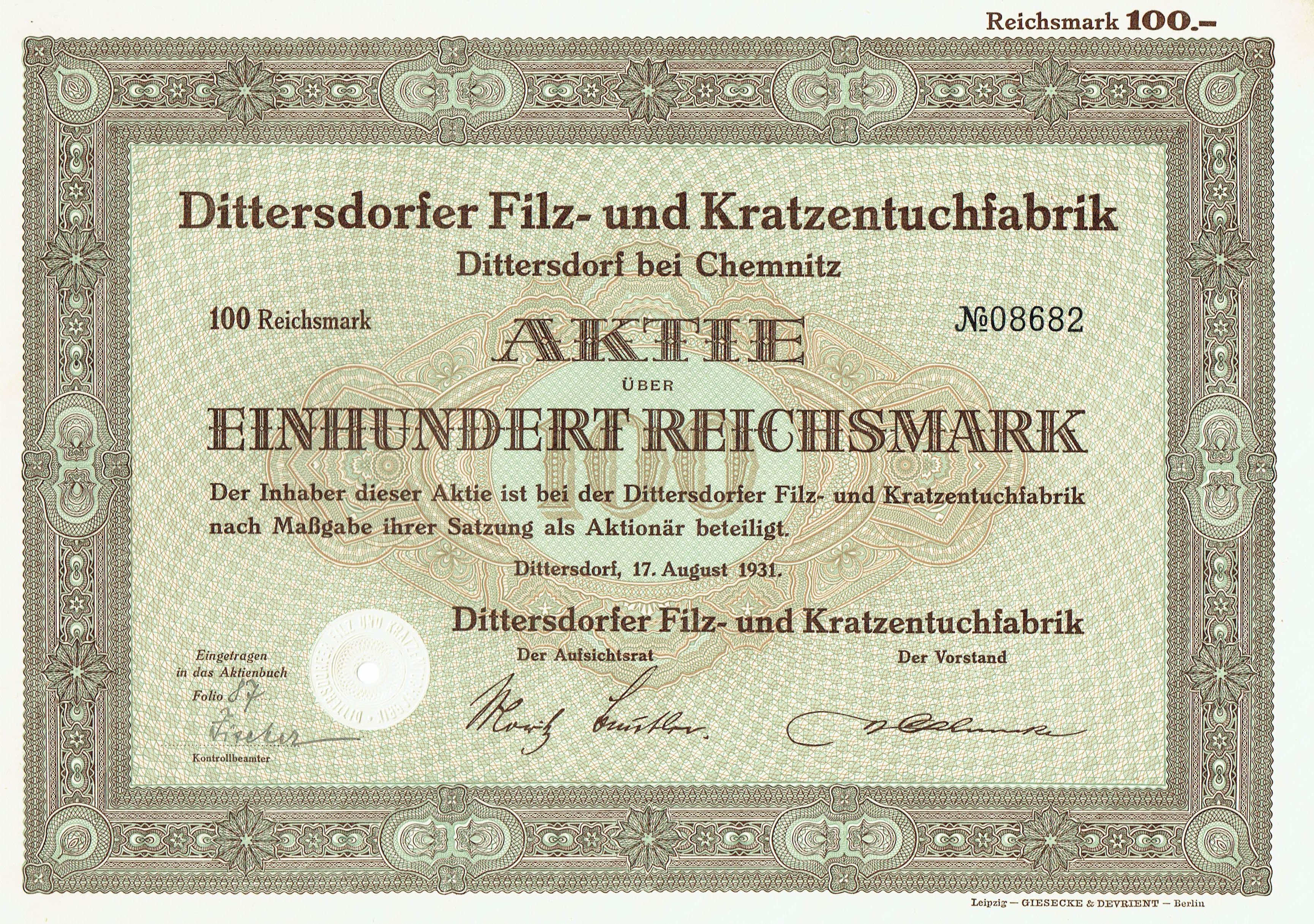
Aktie über 100 RM der Dittersdorfer Filz- und Kratzentuchfabrik vom 17. August 1931

In einer Urkunde von 1352 wird ein Jan bzw. Jenil von Dithrichsdorf aus Chemnitz erstmals erwähnt, dem der Besitz der Ansiedlung zugeschrieben wird. Es ist anzunehmen, dass die Ansiedlung jedoch bereits im 13. Jahrhundert entstand, da bereits für 1250 der Bau einer Kapelle in der Ortsmitte genannt wird. 1359 ist die Bezeichnung Ditherichstorf, 1460 Dittersdorff bezeugt. 1455 wurde die Familie von Einsiedel mit Dittersdorf belehnt. Diese besaßen den Ort zusammen mit den Orten der Grundherrschaft Weißbach-Dittersdorf bis 1809. Während des Dreißigjährigen Krieges wurden 1632 Höfe, Scheunen und das Rittergut(Schloß) von kaiserlichen Truppen unter General von Holck niedergebrannt. Mit Teilung innerhalb der Einsiedelschen Besitzungen im Jahre 1680 entstand die selbständige Herrschaft Weißbach-Dittersdorf.
Nach 1680 ließen die Besitzer ein Rittergut errichten, was vor 1889 abbrannte und nicht wieder aufgebaut wurde.
1694 erhielt Curt Heinrich von Einsiedel das Privileg zur Errichtung eines Eisenhammers, der bis ins 19. Jahrhundert betrieben wurde. Dennoch blieb die Landwirtschaft bis zu dieser Zeit im Ort vorherrschend. Als Industriezweig entwickelte sich ab dem 19. Jahrhundert die Strumpfwirkerei und Spinnerei. Nach dem Tod von Curt Heinrich von Einsiedel 1808 ging Dittersdorf in das Eigentum der Louise Henriette Auguste Renate von Düben, geb. Gräfin von Schönburg-Forderglauchau, über. 1842 wurde eine Strumpfwirkerinnung gegründet, der neben Dittersdorf die Orte Weißbach, Kemtau, Einsiedel, Erfenschlag und Reichenhain angehörten. Am Standort des Eisenhammers wurde 1875 von Arthur Gehlert die später überregional bekannte Dittersdorfer Filz- und Kratzentuchfabrik errichtet. Hergestellt wurden gepresste Filze aller Art in Stücken, Tafeln und Scheiben. Verwendung fand dieser Filz z. B. im Klavierbau (Hammerköpfe, Dämpfer). Später oblag die Leitung dem Generaldirektor Wilhelm Schuncke (von 1900 bis 1933) sowie dessen Sohn Ernst Schuncke (von 1933 bis 1970), die beide einer alten Musikerfamilie entstammten. Der 1972 verstaatlichte Betrieb wurde nach der Wende abgewickelt und die Reste im Jahr 2000 gesprengt.
Im Jahr 1858 wurde die Alte Schule erbaut, 1878 die Freiwillige Feuerwehr Amtsberg gegründet. 1907 erfolgte der Bau eines Elektrizitätswerkes, das 1922 stillgelegt wurde. Seitdem erfolgte die Versorgung vom E-Werk Oberlungwitz aus. 1924 bis 1928 erfolgte der Bau eines Wasserwerkes und 1926 der Anschluss ans Gasnetz.
Bei Bombenangriffen am 12. Februar und 5. März 1945 wurden 18 Gebäude völlig und 6 teilweise zerstört. Es starben 16 Einwohner. Vom 8. Juli bis zum 11. Juli 1954 kam es zu einem Hochwasser der Zwönitz. 1961 wurde ein neues Rathaus eingeweiht.
Zum 1. Januar 1994 wurde aus den bis dahin eigenständigen Gemeinden Schlößchen, Weißbach und Dittersdorf die Gemeinde Amtsberg neu gebildet.

### Entwicklung der Einwohnerzahl
| Jahr | Einwohnerzahl                             |
| ---- | ----------------------------------------- |
| 1551 | 32 besessene Mann, 7 Häusler, 34 Inwohner |
| 1764 | 30 besessene Mann, 21 Häusler, 18½ Hufen  |
| 1834 | 983                                       |
| 1871 | 1530                                      |

| Jahr | Einwohnerzahl |
| ---- | ------------- |
| 1890 | 1654          |
| 1910 | 2458          |
| 1925 | 2723          |
| 1939 | 3267          |

| Jahr | Einwohnerzahl |
| ---- | ------------- |
| 1946 | 3165          |
| 1950 | 2123          |
| 1964 | 2839          |
| 1990 | 1973          |

## Politik

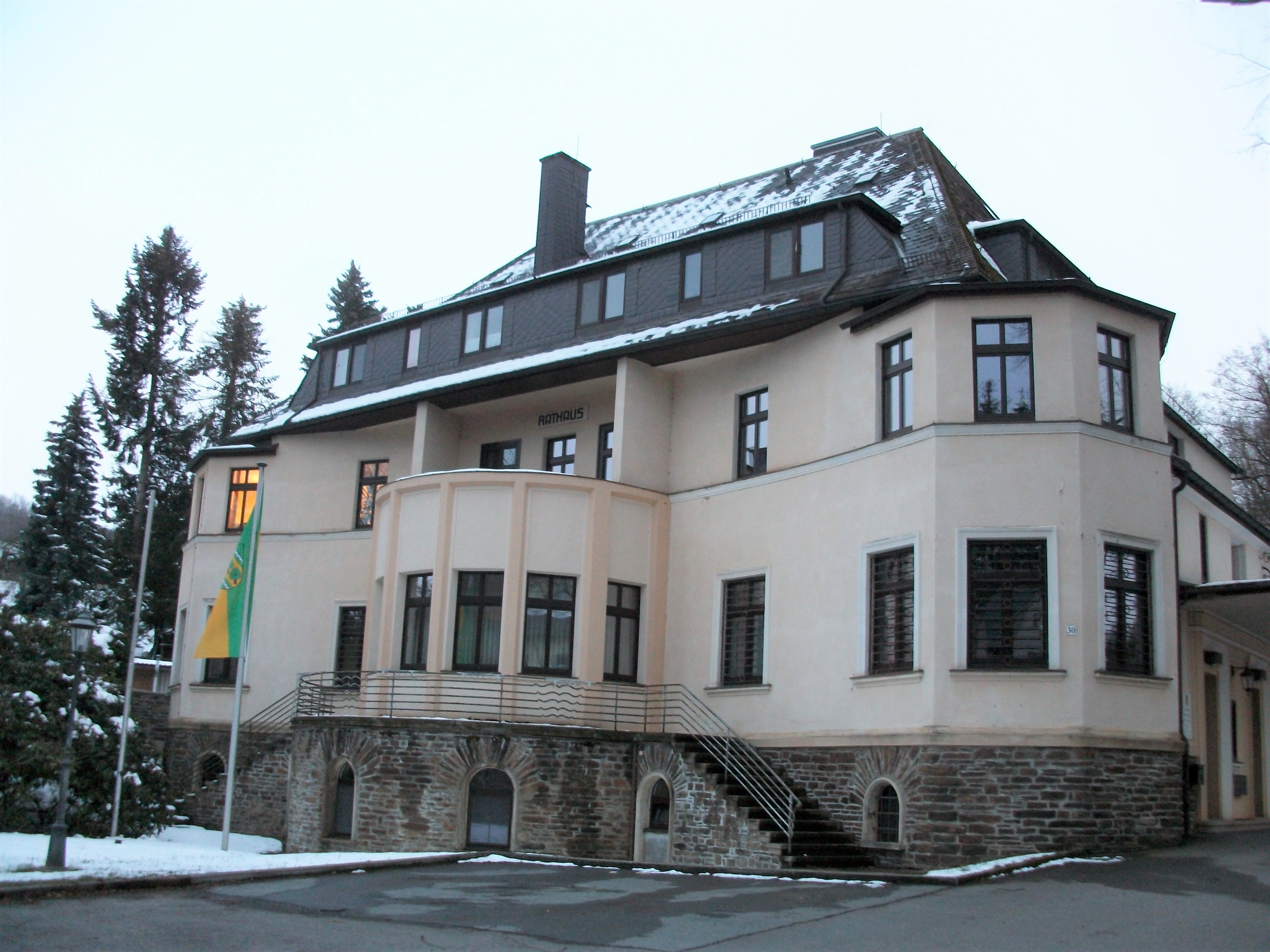
Rathaus Amtsberg in Dittersdorf

In Dittersdorf befindet sich das Rathaus der Gemeinde Amtsberg. 

### Bürgermeister
- seit 3. Oktober 1993 – Silvio Krause (CDU)

## Kirche Dittersdorf
Evangelisch Lutherische Kirche:

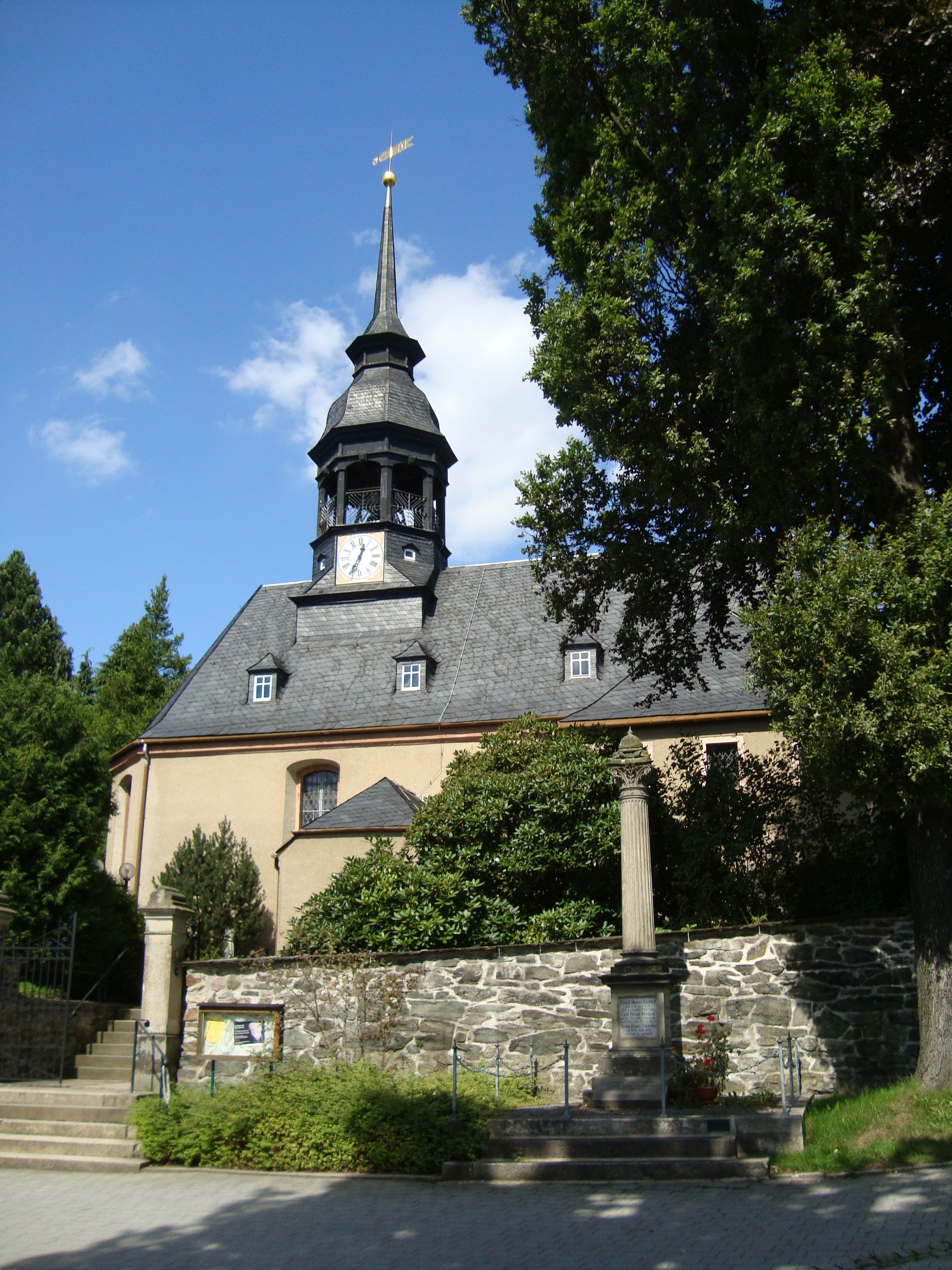
Die Dittersdorfer Kirche
von Süden gesehen

1495 wird die 1250 errichtete Kapelle umgebaut. Dabei wird dieser ein Glockenturm aufgesetzt, Teile des Dachstuhls von diesem Umbau sind bis heute erhalten. Die Kirche besaß zu diesem Zeitpunkt bereits die heutige Größe mit vermutlich rechteckigem Chorabschluss. Dieser Chorraum wird ca. 1666 an der Ostseite erweitert und mit polygonem Abschluss versehen. Die seit der Reformation, die in diesem Landesteil 1539 Einzug hielt, zu zwei Parochien gehörende Gemeinde wurde 1579 vollständig der Parochie Einsiedel zugeschlagen. 1680 wurde Dittersdorf eine Filialkirche der Parochie Weißbach.
Um 1685 erfolgt der Bau der Privatloge für Curt Heinrich I. von Einsiedel. Dieser stiftet 1693 die erste Orgel und um 1695 den barocken Kanzelaltar, der sein Wappen sowie das seiner Ehefrau Magdalena Sibylla geb. Marschallin von Bieberstein trägt. 1730 wird der Glockenturm neu errichtet, Die Jahreszahl sowie die Initialen des Patrons Curt Heinrich II. von Einsiedel finden sich in der Wetterfahne wieder.
1844 wird der Innenraumes grundlegend umgebaut. Es werden zweigeschossige Emporen mit klassizistischen Stilelementen eingebaut und an der Südseite erfolgt ein zusätzlicher Fensterdurchbruch. 1849 wird die 2. Orgel geweiht, sie ist ein Werk von Orgelbaumeister Karl Traugott Stöckel aus dem Ort. In der Folgezeit, bis zuletzt 1934, erfolgen immer wieder geringfügige bauliche Änderungen oder Erweiterungen, so ein weiterer Fensterdurchbruch, der Anbau eines Treppenhauses sowie eine Umgestaltung der Orgel.
Am 1. Oktober 1885 wurde Dittersdorf eine eigene Parochie.
Des Weiteren gibt es eine Evangelisch-Methodistische Kirche in Dittersdorf.

## Galerie

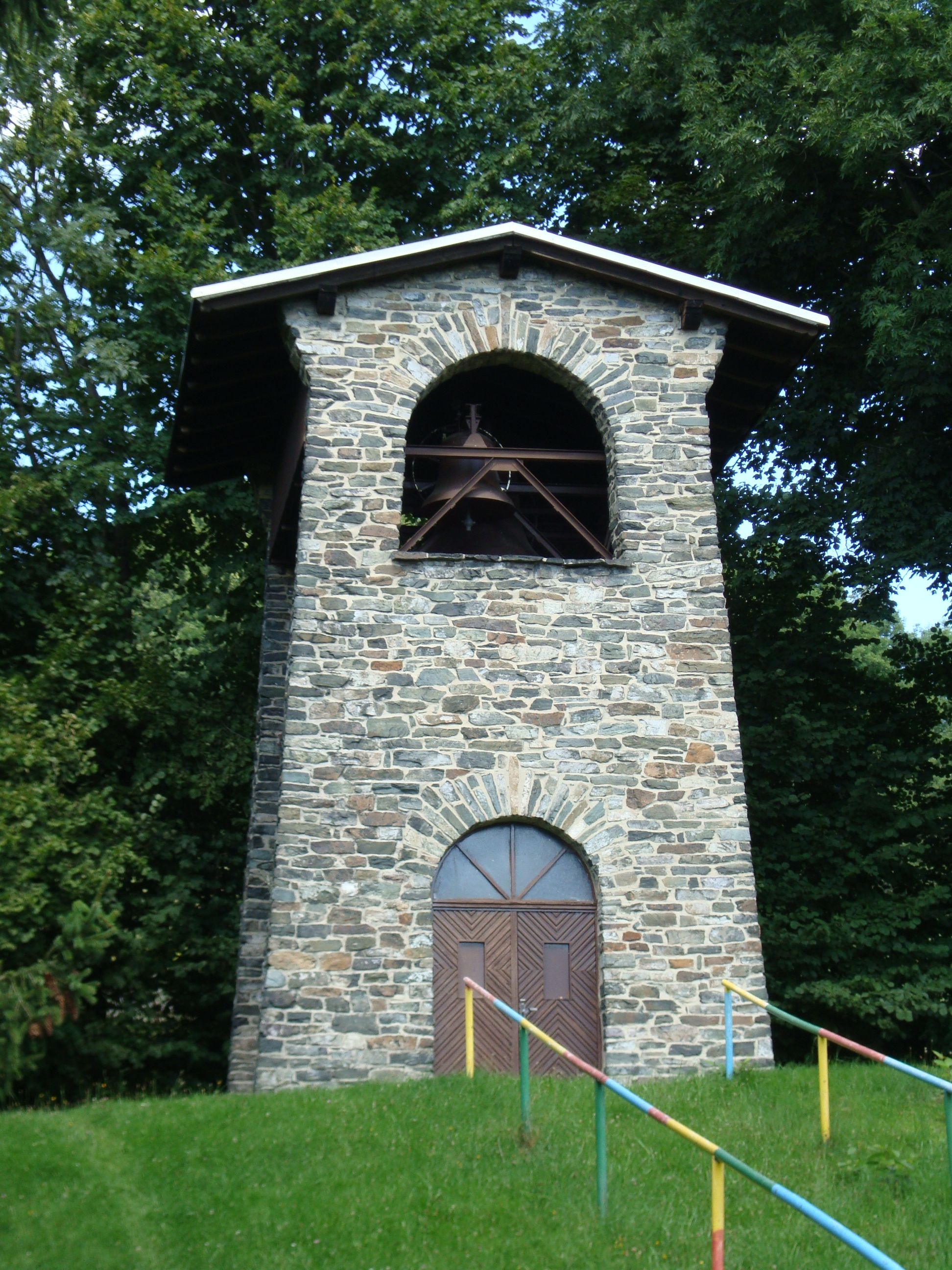
Glockentürmchen
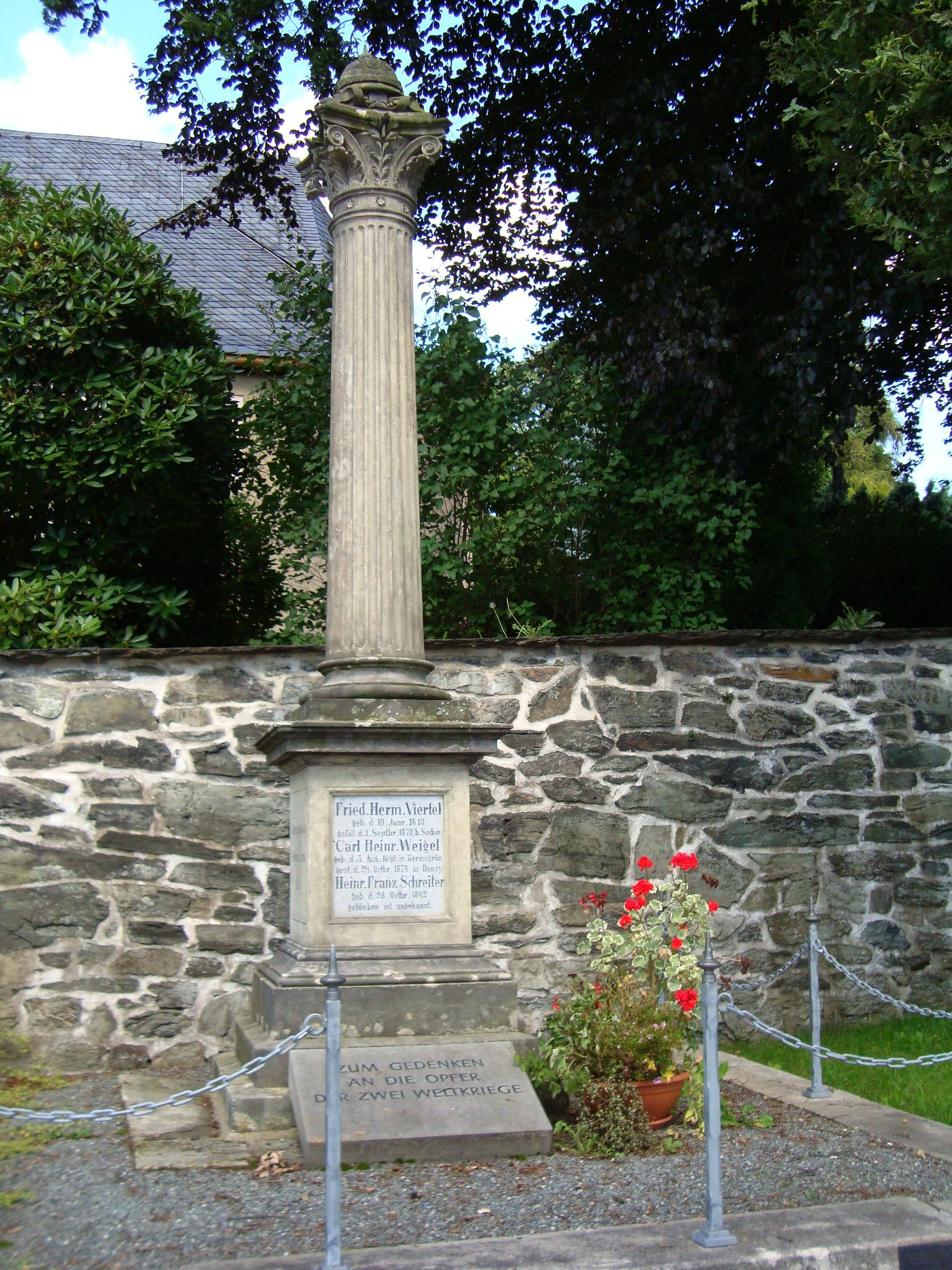
Kriegsmahnmal vor der Kirche
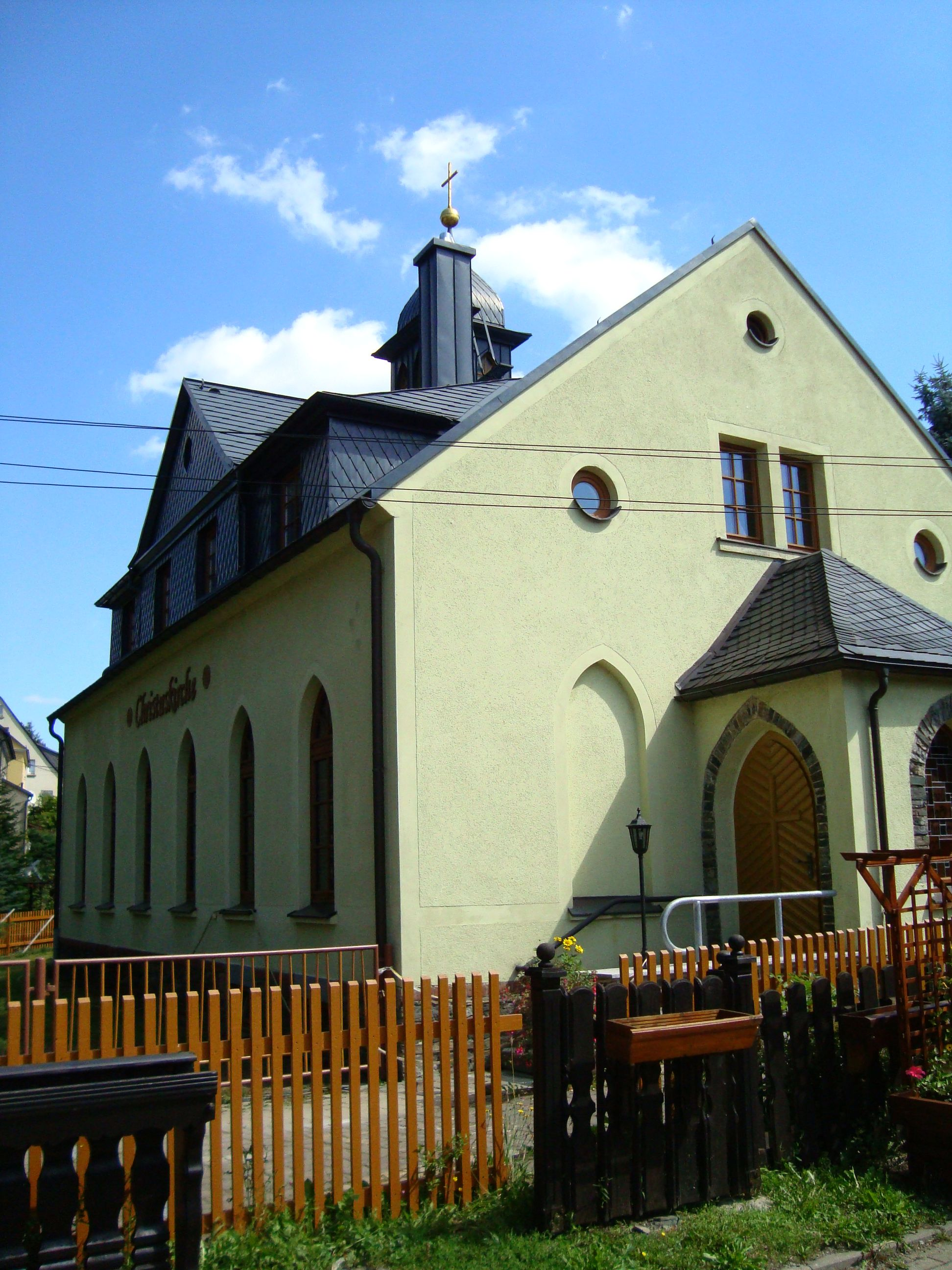
Kirchengebäude der Evangelisch-Methodistischen Gemeinde
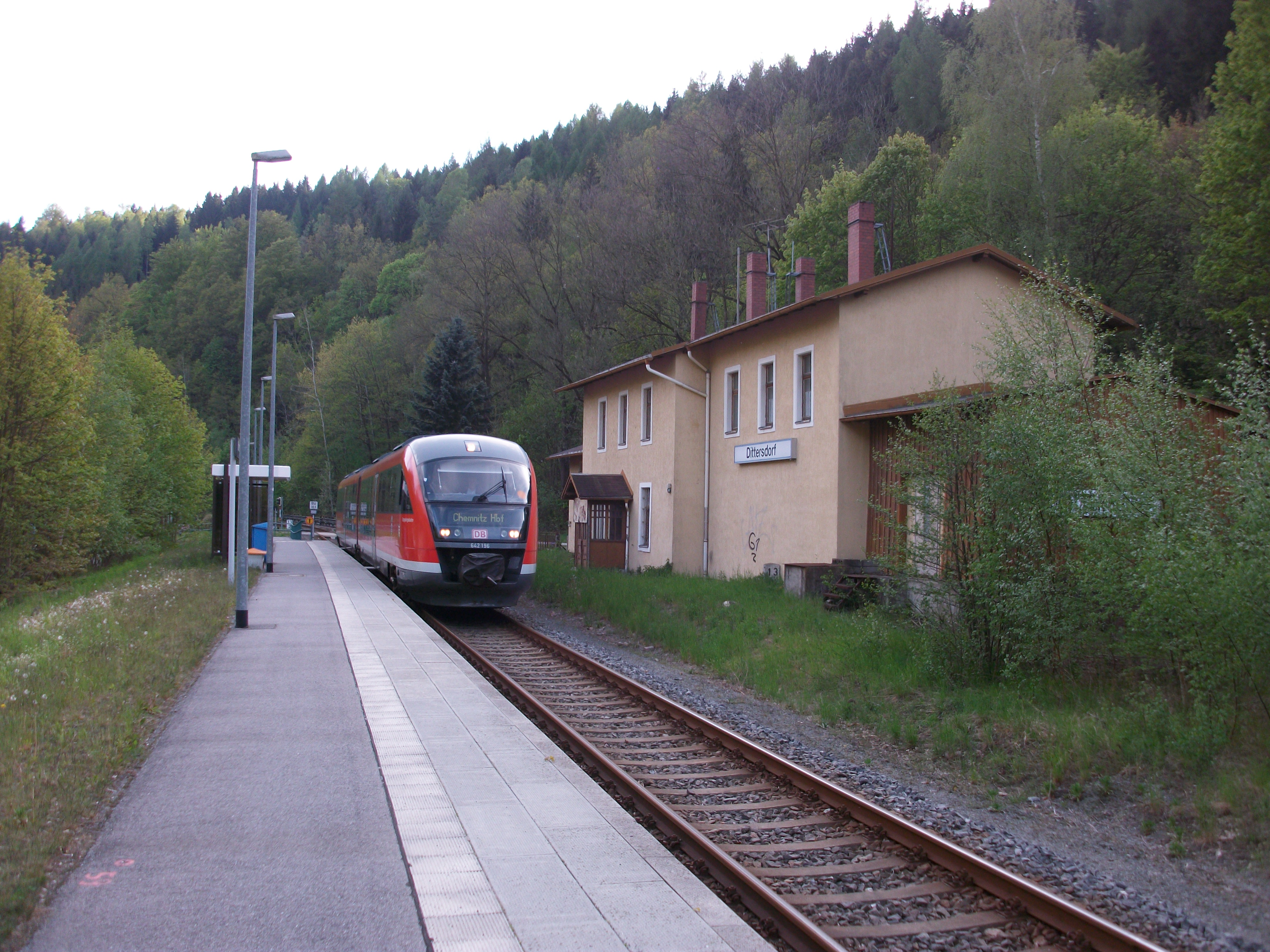
Haltepunkt Dittersdorf (b Chemnitz) mit Erzgebirgsbahn (2016)
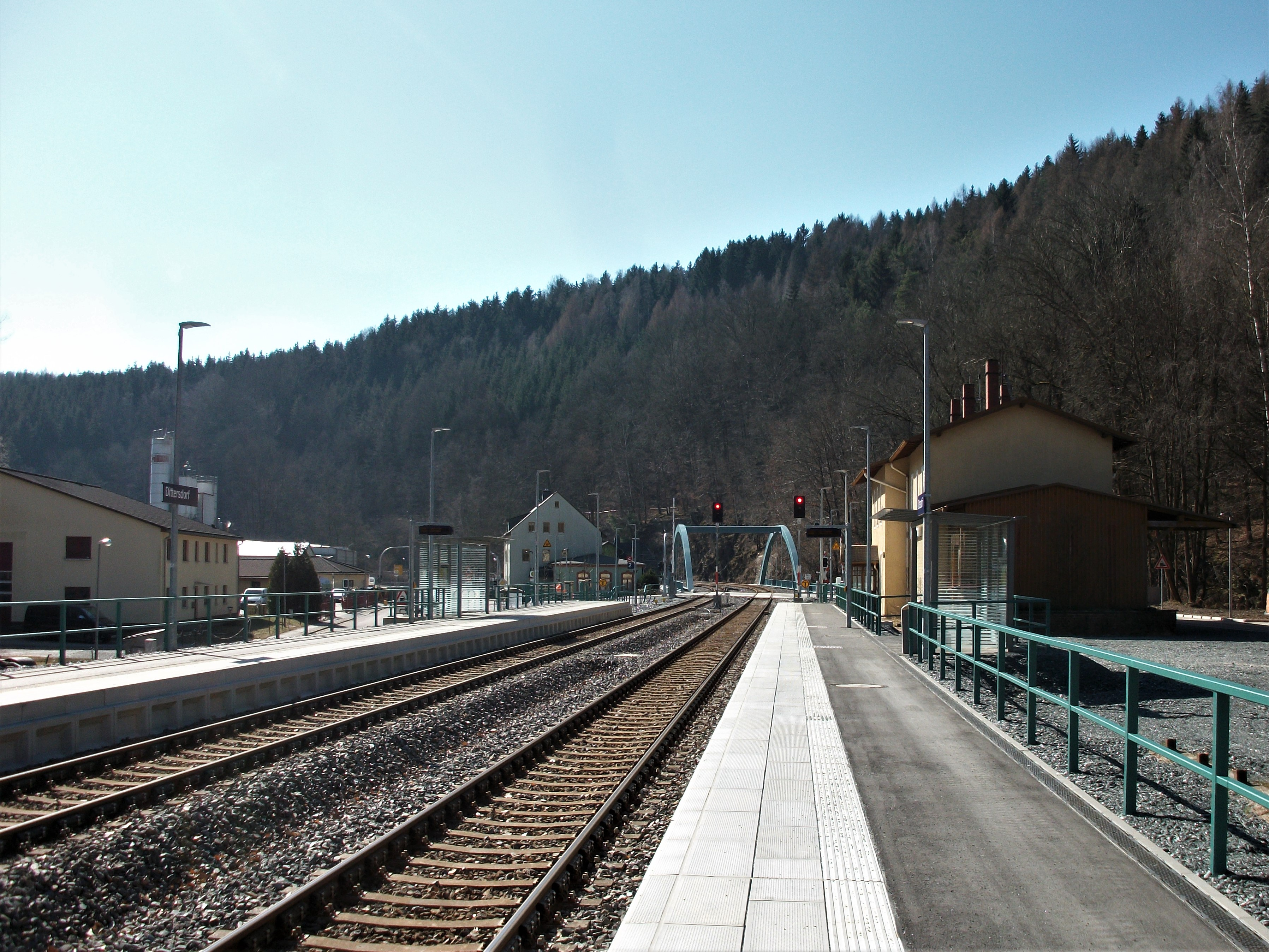
Bahnhof Dittersdorf seit dem zweigleisigen Ausbau (2022)

## In Dittersdorf geborene Persönlichkeit
- Michael Morgner (* 1942), Künstler